# Saint-Jean-du-Corail-des-Bois
Saint-Jean-du-Corail-des-Bois är en kommun i departementet Manche i regionen Normandie i norra Frankrike. Kommunen ligger i kantonen Brécey som tillhör arrondissementet Avranches. År 2022 hade Saint-Jean-du-Corail-des-Bois 75 invånare.

## Befolkningsutveckling
Antalet invånare i kommunen Saint-Jean-du-Corail-des-Bois
| Referens: INSEE |